# Кахіані Микола Саулович
Кахіані Микола Саулович (груз. ნიკოლოზ საულის ძე კახიანი; 11 липня 1883 — 15 лютого 1928, Тбілісі) — грузинський анатом, хірург, доктор медичних наук, професор, перший завідувач кафедри анатомії Катеринославських вищих жіночих курсів (1917—1920), заклав основи викладання анатомії в Катеринославі.

## Біографія
Дитинство провив в Кутаїсі, де закінчив гімназію, а пізніше його батьки переїхали до Одеси. У 1904 році вступив на медичний факультет Новоросійського університету. Вже з другого курсу його запросив на посаду прозектора-демонстратора кафедри видатний анатом, професор Микола Олександрович Батуєв. Це сталося при огляді анатомічних препаратів, виготовлених студентами. Препарати студента Кохіані відзначалися професійною майстерністю виготовлення. Тепер Микола Саулович весь вільний час приділяв роботі на кафедрі. Він виготовив велику кількість препаратів, багато з яких і донині зберігаються в анатомічному музеї кафедри анатомії в Одеському медінституті. Крім того, студент Кохіані написав «Конспекти з нормальної анатомії людини», складені по лекціях професора Батуєва. Микола Олександрович схвально оцінив книгу і вона була двічі видана в 1909 і 1913 роках. Професор Батуєв привернув здібного студента і до викладацької роботи зі студентами молодших курсів.
У 1910 році Кохіані з відзнакою закінчив університет і за рекомендацією професора Батуева його залишили при кафедрі анатомії на посаді помічника прозектора, а в 1912 році обрали прозектором, тобто асистентом.
З четвертого курсу він почав відвідувати хірургічну клініку видатного вченого хірурга професора Кирила Сапєжка, а також акушерсько-гінекологічну клініку професора О. П. Орлова.
З 1911 по 1913 роки за рекомендаціями професорів Батуєва і професора Миколи Лисенкова, як талановитого і перспективного молодого вченого, Миколу Сауловича відрядили на кафедру анатомії людини Каїрського університету в Єгипет. Тут, на кафедрі професора Бей-Вабі Кохіані зібрав і дослідив більше 120 черепів старовинного населення Єгипту. Цей матеріал ліг в основу його докторської дисертації.
У 1914 році Кахіані відбув на фронт Першої світової війни. Він працював головним лікарем, головним хірургом, хірургом-консультантом в ряді госпіталів. Свої фронтові спостереження Кахіані узагальнив в ряді наукових статей.
Для створення ядра кафедри помічників-викладачів Кахіані запросив друзів однокурсників, з якими мав досвід роботи в госпіталях. Це були лікарі-хірурги М. М. Тростанецький, Е. Ц. Зарембо, Б. В. Булгаков. Разом з ними до Катеринослава прибув препаратор, колишній санітар В. В. Шелеганов і сестра милосердя А. М. Стукман. Молодий колектив кафедри почав діяльно освоювати виділений кафедрі будинок Олексіївського дитячого притулку (нині корпус суспільних наук). Почалося також будівництво морфологічного корпусу за проектом архітектора Олександра Красносельского.
Весь свій час, всі свої сили Кохіані направив на становлення кафедри, навчального процесу, читав лекції, вів практичні заняття не тільки зі студентами, але вчив і молодих прозекторів препарування, виготовлення музейних препаратів. Професор В. П. Курковський, який деякий час працював на кафедрі прозектором, пригадував, як молоді прозектори на чолі з професором Кохіані за три дні відпрепарували всі судини і нерви на цілому трупі. Микола Саулович турбувався і про поповнення викладацького складу кафедри, незабаром на кафедру були прийняті інструктори Є. П. Леванюк, І. М. Туча, А. М. Петрик, Р. І. Полонська.
Дуже корисним на тлі нестачі підручників було видання в 1918—1919 роках «повторного курсу нормальної анатомії людини». Микола Саулович брав також активну участь і в житті курсів, які з 1918 року стали медичним факультетом університету. Кахіані обрали вченим секретарем Ради професорів, а пізніше — деканом лікувального факультету.
У 1919 році був створений університет в Тбілісі і професора Кахіані покликали на батьківщину. На цей раз його обрали завідувачем кафедри топографічної анатомії з оперативною хірургією. Через брак кадрів ректорат попросив Миколу Сауловича очолити за сумісництвом і кафедру гістології з ембріологією.
За численними свідченнями учнів він мав віртуозну хірургічну техніку. Один з основоположників грузинської наукової хірургії, втілив на практиці низку операцій-гастроентероанастомоза, резекцію шлунка і нирки, трепанацію черепа та ін.